# رود ایسترا
رود ایسترا (انگلیسی: Istra) یک رودخانه در استان مسکو کشور روسیه است..